# Francis Gastrell
Francis Gastrell (10 mai 1662 – 24 novembre 1725) est évêque de Chester et écrivain sur le déisme. Il est un ami de Jonathan Swift, mentionné à plusieurs reprises dans A Journal to Stella, et aumônier de Robert Harley, 1er comte d'Oxford et Mortimer, lorsque Harley est président de la Chambre des communes,.

## Biographie
Il est né le 10 mai 1662 à Slapton, Northamptonshire et fait ses études à la Westminster School et à Christ Church, Oxford. Il est conférencier Boyle en 1697.

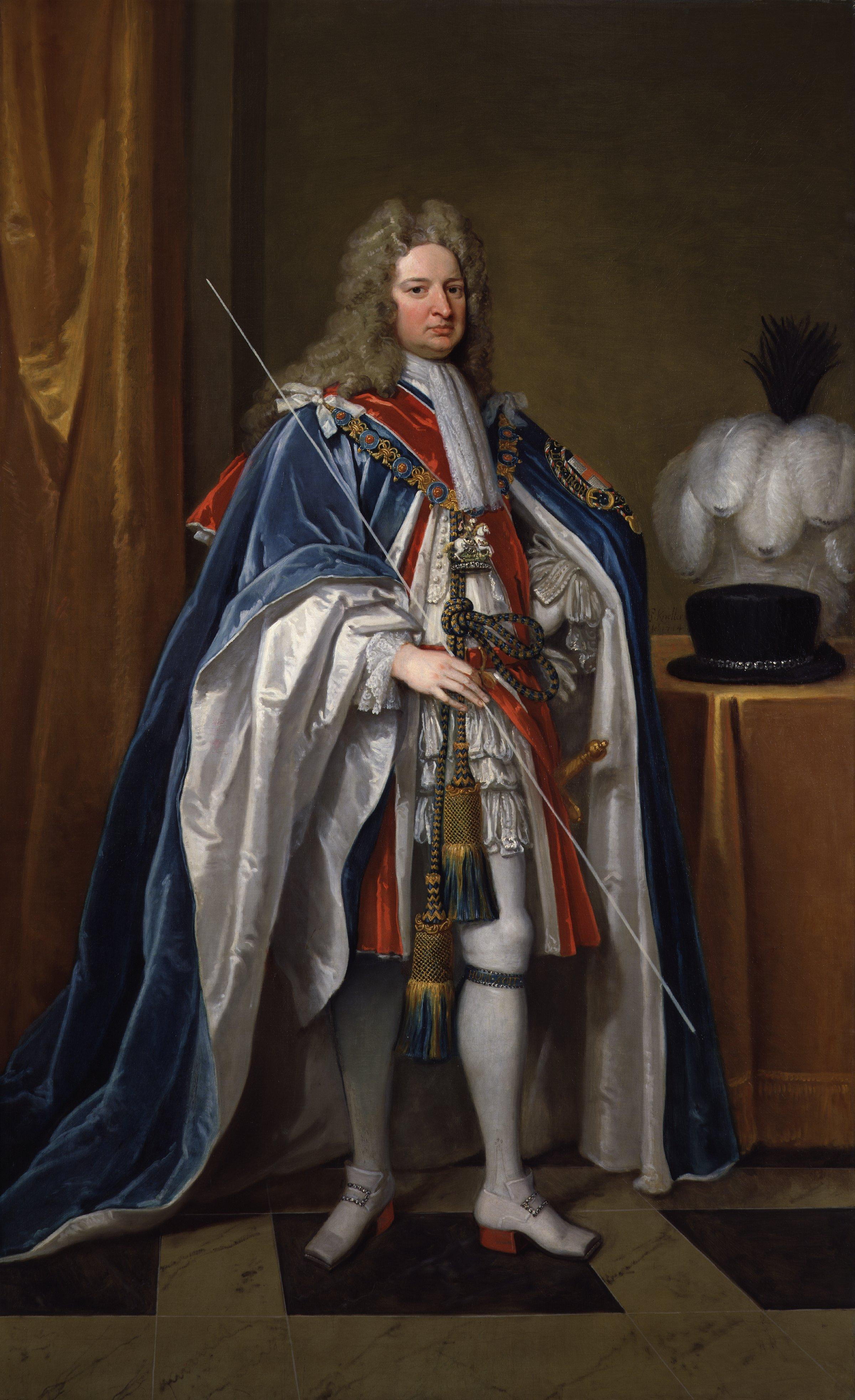
Robert Harley, 1er comte d'Oxford et Mortimer.

Faisant partie d'un groupe de membres de l'Église conservatrice, il est en bons termes avec Francis Atterbury, George Smalridge (en) et Robert Nelson, et fait partie de la Commission de la fin du règne de la reine Anne. En 1714, l'année de sa mort, il devient évêque de Chester grâce à l'influence de Harley (consacré le 14 avril de la même année dans la chapelle de Somerset House). Lorsqu'Atterbury est jugé en 1723, Gastrell prend la parole pour sa défense.
Il est un controverséiste réputé, mais considéré comme ayant des opinions modérées. Il critique Anthony Collins, mais approuve plutôt John Locke,. Il critique les théories trinitaires de William Sherlock comme étant innovantes.
En tant qu'évêque diocésain, il est connu pour l'enquête détaillée qu'il a réalisée sur chaque paroisse, publiée au XIXe siècle sous le titre Notitia Cestriensis. Parallèlement, est publié le soi-disant Manuscrit Gastrell, ou Chronique de Saint-Werburg, édité par Francis Robert Raines.
Il meurt de la goutte le 24 novembre 1725.

## Travaux
- The Certainty and Necessity of Religion in general; or the first Grounds and Principles of Human Duty Established (1697) Boyle Lecture
- Some Considerations Concerning the Trinity (1698)
- Principles of Deism truly represented (1709) attribué, dialogues
- Christian Institutes (1707)
- The Bishop of Chester's case, with relation to the wardenship of Manchester (1721)
- A Moral Proof of the Certainty of a Future State (1725)
- Notitia Cestriensis publié autour de 1850, Chetham Society